# Gabinete Executivo do Presidente dos Estados Unidos
O Gabinete Executivo do Presidente dos Estados Unidos (em inglês: Executive Office of the President of the United States) é a agência federal que congrega os assessores e funcionários que respondem diretamente ao Presidente dos Estados Unidos. O chefe do Escritório Executivo, chamado de Chefe de Gabinete da Casa Branca, tem estatuto legal idêntico ao de um membro do Gabinete, inferior apenas ao do Presidente em questões práticas e cotidianas.
Vários conselhos integram o Gabinete Executivo. A grande maioria dos seus membros não precisa de aprovação do Senado, sendo sua indicação de responsabilidade exclusiva do Presidente; entre as exceções, encontram-se os membros do Council of Economic Advisers (CEA), responsável pela assessoria ao Presidente em assuntos de economia.
Além do CEA, outros doze conselhos e comitês fazem parte do Escritório Executivo.

## Atual Gabinete Executivo
| Cargo | Cargo                             | Incumbente   | Incumbente       | Data de posse         |
| ----- | --------------------------------- | ------------ | ---------------- | --------------------- |
|       | Presidente                        | Donald Trump | Donald Trump     | 20 de janeiro de 2025 |
|       | Vice-presidente                   | J. D. Vance  | J. D. Vance      | 20 de janeiro de 2025 |
|       |                                   |              |                  |                       |
|       | Chefe de Gabinete                 |              | Susie Wiles      | 20 de janeiro de 2025 |
|       | Conselheiro da Casa Branca        |              | David Warrington | 20 de janeiro de 2025 |
|       | Secretária de Imprensa            |              | Karoline Leavitt | 20 de janeiro de 2025 |
|       | Conselheiro de Segurança Nacional |              | Michael Waltz    | 20 de janeiro de 2025 |
|       | Conselheiro de Segurança Interna  |              | Stephen Miller   | 20 de janeiro de 2025 |
|       | Conselheiro de Inteligência       |              | Devin Nunes      | 20 de janeiro de 2025 |
|       | Diretora de Inteligência Nacional |              | Stacey Dixon     | 20 de janeiro de 2025 |